# Alan Ruck
Alan Ruck, född 1 juli 1956 i Cleveland, Ohio, är en amerikansk skådespelare. Ruck är bland annat känd för sin medverkan i Spin City och Fira med Ferris.

## Tidigt liv
Ruck föddes i Cleveland, Ohio, USA. Han studerade på Parma Senior High School i Parma, Ohio och tog examen från University of Illinois, med drama som sitt huvudämne.
| ” | Efter skolan, flyttade jag till Chicago, eftersom jag inte riktigt kände någon i New York eller Los Angeles, och jag visste personer som gjorde pjäser i Chicago. Så jag flyttade dit, och jag knackade runt lite. Och jag antar att cirka ett år efter jag slutade skolan så fick jag mitt första jobb. | „ |

(original: After school, I went up to Chicago, because I didn't really know anybody in New York or Los Angeles, and I knew people who were doing plays in Chicago. So I went up there, and I knocked around a little bit. And I guess about a year after I was out of school, I got my first job.)
Ruck gjorde sin Broadwaydebut 1985 i Neil Simons Biloxi Blues med Matthew Broderick. Strax därefter, hade Ruck blivit en framstående skådespelare på många teatrar runt om i landet, inkluderande Wisdom Bridge Theatre i Chicago. I sin början på vägen in i filmvärlden, dök Ruck upp i filmerna Class och Hard Knocks likväl i några TV-filmer.

## Karriär
Ruck är bland annat mest känd för sin roll som Cameron Frye, Ferris Buellers hypokondriska bästa vän i John Hughes' Fira med Ferris (Ruck var faktiskt 29 då han porträtterade den 17-åriga Cameron), och som Stuart Bondek, den vällustiga, makthungriga medlemmen av New Yorks borgmästares personal i ABC:s situationskomedi Spin City, som sändes 1996–2002.
Hans första filmroll var 1983 i dramat Bad Boys, där han spelade Carl Brennan, Sean Penns vän i filmen, en av hans andra filmroller var 1987 i Three for the Road. Ruck var med i komedin Three Fugitives från 1989. Ruck spelade en märkbar roll som Hendry William French i Young Guns II, uppföljaren från 1990 till filmen Young Guns. Ruck spelade Kapten John Harriman på skeppet USS Enterprise-B i Star Trek Generations från 1994. Han spelade också den jobbiga turisten Doug Stephens på bussen i Speed, samt var en av gisslan i hissen i filmens början. En annan mindre roll var som den excentriske stormjägaren Robert 'Rabbit' Nurick i katastroffilmen Twister 1996. Hans senaste roll var som ett spöke, kämpandes för Ricky Gervais uppmärksamhet i Ghost Town.
1990–1991 spelade han Charlie Davis, i ABC:s serie Going Places. På grund av dåliga tittarsiffror lades serien ner efter bara en säsong. Mellan 1996 och 2002 spelade Ruck Stuart Bondek i tv-serien Spin City tillsammans med Michael J. Fox och senare, Charlie Sheen. 2005 spelade han "Leo Bloom" i Broadwayversionen av Mel Brooks musikal The Producers.
Ruck hade en roll i pilotavsnittet av Tim Minears tv-serie på FOX Drive, men dök inte upp i resten av serien. Han var även med i ett avsnitt av serien Stella på Comedy Central, samt som patient i avsnitt nio i säsong två av Scrubs. I ESPN:s miniserie The Bronx Is Burning spelade han reportern Steve Jacobson. 2006 gjorde han en gästroll i ett avsnitt av Stargate Atlantis. Ruck dök upp som Dr. Frye i komedin Kickin' It Old Skool från 2007, med flera misstänkta referenser till Fira med Ferris.
Han hade en liten roll i M. Night Shyamalans film The Happening från 2008. Han spelade sedan rollen som dekanusen Dean Bowman i collegedramat Greek. I Eureka gästspelade han som en manisk geolog i ett avsnitt. Han spelar Mr Cooverman i filmen I Love You, Beth Cooper. 2009 var han med i Extraordinary Measures tillsammans med Harrison Ford. I tredje säsongen av USA Networks serie Psych gästspelade han som bankrånare, och som en advokat i femte säsongen av ABC:s Boston Legal. Han gästspelade  som Martin, en magasinreporter i ett avsnitt av Ruby & The Rockits. 2010 spelade han den tidigare pengatvättande tandläkaren i tv-serien Justified. Han har även en huvudroll i dramaserien "Persons Unknown" på NBC.

## Privatliv
Ruck gifte sig med Claudia Stefany 1984 och har två barn med henne, en dotter, Emma, och en son, Sam. 2005 skilde sig Ruck och gifte om sig 4 januari 2008 med skådespelaren Mireille Enos.

## Filmografi

### Filmer
- 1983 – Bad Boys – Carl Brennan
- 1983 – Jonathans frestelse – Roger Jackson
- 1986 – Fira med Ferris – Cameron Frye
- 1987 – På fri fot – T.S.
- 1989 – Tre på rymmen – Tener
- 1989 – Spårhundar på Broadway – John Wangle
- 1990 – Young Guns II – Hendry French
- 1994 – Speed – Stephens
- 1994 – Star Trek: Generations – kapten John Harriman
- 1995 – På rymmen – Dan Woodley
- 1996 – Twister – Robert "Rabbit" Nurick
- 2003 – Fullt hus – Bill Shenk
- 2008 – The Happening – rektorn
- 2008 – InAlienable – Dr. Proway
- 2008 – Star Trek: Of Gods and Men – John Harriman
- 2009 – I Love You, Beth Cooper – Mr. Cooverman
- 2009 – Don't You Forget About Me – sig själv
- 2010 – Extraordinary Measures – Pete Sutphen
- 2012 – Goats – Dr. Eldridge
- 2012 – Shanghai Calling – Marcus Groff
- 2016 – Carnage Park – Wyatt Moss
- 2026 – Sommarmöten

### TV-serier
- Galen i dig – Lance Brockwell, 4 avsnitt
- Röster från andra sidan graven – 1 avsnitt
- Småstadsliv – Patrick Gatwood, 1 avsnitt
- Scrubs – Mr. Bragin, 1 avsnitt
- Spin City – Stuart Bondek, 145 avsnitt
- Eureka – geologen Dr. Hood, 1 avsnitt
- 2018–2023 – Succession (TV-serie)